# Captain Morgan
Captain Morgan est un spiritueux à base de rhum distribué par Seagram puis Diageo, société britannique et de production portoricaine. Ce nom fait référence au corsaire britannique Sir Henry Morgan, qui a écumé les Caraïbes au XVIIe siècle.

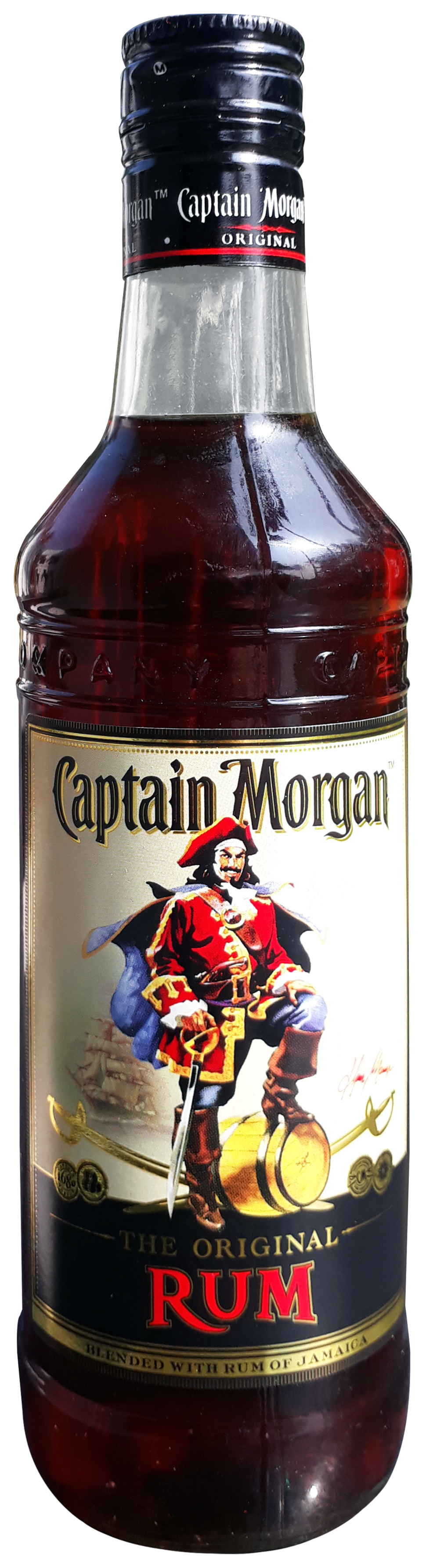

Captain Morgan est, en termes de volume, la deuxième marque de spiritueux la plus vendue aux États-Unis et la septième au monde. En 2007, 7,6 millions de caisses de neuf litres furent vendues. Les quatre marchés les plus importants de ce produit sont, par ordre décroissant d’importance : les États-Unis, le Canada, la Grande-Bretagne et l’Afrique du Sud.
Il existe plusieurs sortes de rhum Captain Morgan, par exemple rhum original épicé ou rhum noir.

## Source
- (en) Cet article est partiellement ou en totalité issu de l’article de Wikipédia en anglais intitulé « Captain Morgan » (voir la liste des auteurs).